# Milliken
Milliken – miasto w Stanach Zjednoczonych, w stanie Kolorado, w hrabstwie Weld.